# Silokanal
Der Silokanal (SiK) im Bundesland Brandenburg ist eine Teilstrecke der Bundeswasserstraße Untere Havel-Wasserstraße (UHW), für die das Wasserstraßen- und Schifffahrtsamt Spree-Havel zuständig ist. Er erspart der Berufsschifffahrt etwa zwei Kilometer Fahrstrecke und die Passage der Innenstadt von Brandenburg auf dem teilweise engen und verschlungenen Flusslauf der Brandenburger Niederhavel mit ihren niedrigen Brücken, die früher nicht zu jeder Zeit geöffnet waren. Ebenso wichtig für den Kanalbau war auch die gefahrlose Ableitung der gelegentlichen Hochwasser unterhalb der Staustufe.

## Baugeschichte
Die Streckenführung des Kanals folgte dem 1782 angelegten Silograben, der seinen Verlauf südlich des gleichnamigen Vorwerks Silo nahm.
Im August 1907 begannen die ersten Arbeiten zur Erweiterung zum Kanal. Der Durchstich erfolgte am 30. September 1910.
Der Kanal wurde am 19. November 1910 nach drei Jahren Bauzeit für den Schiffsverkehr freigegeben. Er ersetzte für die Berufsschifffahrt den Brandenburger Stadtkanal. Mit der Verkehrsfreigabe des Silokanals verbesserten sich die Bedingungen für die Berufsschifffahrt zwischen der Elbe und Berlin entscheidend. Für die etwa 36.000 Kähne und Schubverbände entfielen somit die problematisch engen und nicht mehr ausbaufähigen Wasserwege durch die Innenstadt von Brandenburg an der Havel.
Die Adam Opel AG errichtete 1935 auf dem Areal des heutigen Gewerbegebietes „Silokanal-Ost“ (BWB Betonwerke Berlin-Brandenburg) das Lkw-Werk Brandenburg, das nach dem Zweiten Weltkrieg demontiert wurde. Von 1970 bis 1973 wurde der Kanal dreischiffig um 6,5 m nach Norden verbreitert, um bei den vielen Umschlagstellen den durchgehenden Schiffsverkehr zu erleichtern. Da dieser Ausbau schon beim Erstbau bedacht war, brauchten die Brücken nicht verändert zu werden. Im Rahmen des Verkehrsprojektes Deutsche Einheit Nr. 17 wurde der Silokanal ein weiteres Mal ausgebaut und die Ufer nach neuesten Standards befestigt. Die Wasserspiegelbreite beträgt seitdem 55 m und die Wassertiefe 4 m. Hierbei wurde auch die Eisenbahnbrücke östlich des Hafens am ehemaligen Stahl- und Walzwerk erneuert. In den Jahren 2008 und 2009 wurde auch die Eisenbahnbrücke im Verlauf der ehemaligen Fohrder Landstraße durch einen Neubau am UHW-km 57,976 ersetzt.
Der 5,25 km lange Silokanal beginnt bei UHW-km 56,23 an der Vorstadtschleuse am Südende des Beetzsees und teilt durch seine Molenbauten etwa 800 m des Südendes des Sees als Kleiner Beetzsee deutlich ab. Er verläuft von Osten nach Westen nördlich des Stadtteils Altstadt Brandenburg. An seinem Nordufer befinden sich das Industriegebiet Nord und der Stadtteil Görden. Im Westteil des Stadtteils Altstadt am linken Ufer des Kanals wurde der neue Stadthafen der Stadt Brandenburg gebaut. Daran anschließend beginnt ein Industriegebiet um das Gelände des Stahl- und Walzwerkes Brandenburg mit dem Industriemuseum. Der ehemalige Hafen des Stahlwerkes wird zum Schrottumschlag für das Elektrostahlwerk des Riva-Konzerns genutzt. Im Westen endet der Kanal am Quenzsee bei UHW-km 61,48, wo sich eine Koppelstelle der Schubschifffahrt befindet. Über den Quenzsee ist der Kanal wieder mit der Havel, die den Plauer See durchfließt, verbunden.
Die Eröffnung des Silokanals war ein wesentlicher Grund für die 1912 beginnende Ansiedlung der Stahlindustrie in Brandenburg/Havel.

## Brücken
Über den Kanal führen fünf Brücken, davon sind drei Straßen- und zwei Eisenbahnbrücken.

## Sportliche Nutzung
Der Silokanal gilt insbesondere für Weißfische wie Brachsen und Rotaugen als sehr produktives Gewässer. Hier finden sehr oft Angelmeisterschaften oder sonstige Angelereignisse statt. Raubfischangler bevorzugen den Kanal zum Angeln von Zandern, die hier aufgrund des großen Futterfischbestandes sehr gut abwachsen. Fänge bis 80 cm sind keine Seltenheit.